# Rubus megalococcus
Rubus megalococcus är en rosväxtart som beskrevs av Wilhelm Olbers Focke. Rubus megalococcus ingår i släktet rubusar, och familjen rosväxter. Inga underarter finns listade i Catalogue of Life.